# Germán Mera
Germán Mera Cáceres (ur. 5 marca 1990 w Cali) – kolumbijski piłkarz występujący na pozycji środkowego obrońcy, od 2022 roku zawodnik Deportivo Cali.